# Departamentos in Honduras
Honduras gliedert sich in 18 Verwaltungsbezirke (Departamentos).
Das flächenmäßig größte Departamento ist Olancho – nach der Einwohnerzahl ist es Francisco Morazán, wo sich auch die Hauptstadt des Landes Tegucigalpa befindet. Das kleinste Departamento sowohl nach Fläche als auch Einwohnerzahl ist Islas de la Bahía.
Die Departamentos in Honduras sind ihrerseits wiederum in insgesamt 298 Gemeinden (Municipalidades) unterteilt. Für statistische Zwecke werden die Gemeinden weiter untergliedert in 3.731 aldeas, und diese weiter in 30.591 caserios. Auf der niedrigsten Ebene werden einige caserios weiter in barrios oder colonias untergliedert.
| #  | Departamento      | Hauptstadt          |                           |
| -- | ----------------- | ------------------- | ------------------------- |
| 1  | Atlántida         | La Ceiba            | Departamentos in Honduras |
| 2  | Choluteca         | Choluteca           | Departamentos in Honduras |
| 3  | Colón             | Trujillo            | Departamentos in Honduras |
| 4  | Comayagua         | Comayagua           | Departamentos in Honduras |
| 5  | Copán             | Santa Rosa de Copán | Departamentos in Honduras |
| 6  | Cortés            | San Pedro Sula      | Departamentos in Honduras |
| 7  | El Paraíso        | Yuscarán            | Departamentos in Honduras |
| 8  | Francisco Morazán | Tegucigalpa         | Departamentos in Honduras |
| 9  | Gracias a Dios    | Puerto Lempira      | Departamentos in Honduras |
| 10 | Intibucá          | La Esperanza        | Departamentos in Honduras |
| 11 | Islas de la Bahía | Roatán              | Departamentos in Honduras |
| 12 | La Paz            | La Paz              | Departamentos in Honduras |
| 13 | Lempira           | Gracias             | Departamentos in Honduras |
| 14 | Ocotepeque        | Nueva Ocotepeque    | Departamentos in Honduras |
| 15 | Olancho           | Juticalpa           | Departamentos in Honduras |
| 16 | Santa Bárbara     | Santa Bárbara       | Departamentos in Honduras |
| 17 | Valle             | Nacaome             | Departamentos in Honduras |
| 18 | Yoro              | Yoro                | Departamentos in Honduras |

## Entstehung der Departamentos
- 1825: Honduras wird in sieben Departamentos eingeteilt: Comayagua, Santa Bárbara, Tegucigalpa, Choluteca, Yoro, Olancho, und Gracias.
- 1869: Teilung der sieben bestehenden Departamentos und Gründung neuer: La Paz (aus Comayagua), El Paraíso (aus Tegucigalpa und Olancho), Copán (aus Gracias), und La Mosquitia (aus Yoro).
- 1872: Gründung des Departamentos Islas de la Bahía (die Inselgruppe wurde 1860 von Großbritannien an Honduras abgetreten).
- 1881: Teile der Departamentos Yoro und La Mosquitia werden zum Departamento Colón.
- 1883: Intibucá entsteht aus Teilen der Departamentos La Paz und Gracias.
- 1893: Die Departamentos Valle (aus Choluteca) und Cortés (aus Santa Bárbara) entstehen.
- 1902: Teile der Departamentos Yoro und Colón werden zum Departamento Atlántida.
- 1906: Teile des Departamentos Ocotepeque werden zum Departamento Copán.
- 1957: Teile des Departamentos Colón werden zum Departamento Gracias a Dios.